# 墨江耳叶马蓝
墨江耳叶马蓝（学名：Strobilanthes edgeworthiana）是爵床科紫云菜属的植物。分布在印度、喜马拉雅山、中南半岛以及中国大陆的云南等地，生长于海拔850米至1,840米的地区，目前尚未由人工引种栽培。

## 异名
- Strobilanthes edgeworthianus Nees